# Sonate voor cello en piano (Bolcom)
De Sonate voor cello en piano is het enige werk van William Bolcom in dat genre. Het werk wijkt af van het andere werk van deze Amerikaanse componist. Bolcom combineert in zijn werk allerlei stijlen uit de muziek, variërend van klassieke muziek tot jazz of ragtime. Dat is binnen dit werk niet het geval. Het is klassieke muziek, dan wel klassieke muziek uit de 20e eeuw pur-sang. De hier door Bolcom gehanteerde stijl zal te maken hebben, met de musici voor wie het werk bedoeld was. Yo-Yo Ma op cello en Emanuel Ax achter de piano waren die beoogde musici. Zij speelden dan ook de première op 3 mei 1990, plaats van handeling was Boston Symphony Hall.
De delen:
- Allegro inquieto – non troppo presto
- Adagio semplice
- Allegro assai – Steady tempo, but uneasy.

Hoe zeer het werk geworteld is in de klassieke muziek is af te lezen aan een verzoek van Bolcom dat hij aan de twee maestro’s meegaf: "Speel het alstublieft niet in een concert waarin ook eenzelfde werk van Johannes Brahms wordt gespeeld". Ze zouden zeker in het begin te veel op elkaar lijken.
Een maand voor de première had Ax al gesoleerd in Bolcoms pianoconcert.